# Вильденбёртен
Вильденбёртен (нем. Wildenbörten) — община в Германии, в земле Тюрингия. 
Входит в состав района Альтенбург. Подчиняется управлению Оберес Шпроттенталь.  Население составляет 329 человек (на 31 декабря 2010 года). Занимает площадь 7,81 км².
Община подразделяется на 5 сельских округов.